# San Giacomo degli Schiavoni
San Giacomo degli Schiavoni – miejscowość i gmina we Włoszech, w regionie Molise, w prowincji Campobasso.
Według danych na rok 2004 gminę zamieszkiwało 1111 osób, 111,1 os./km².